# Rüdenburg

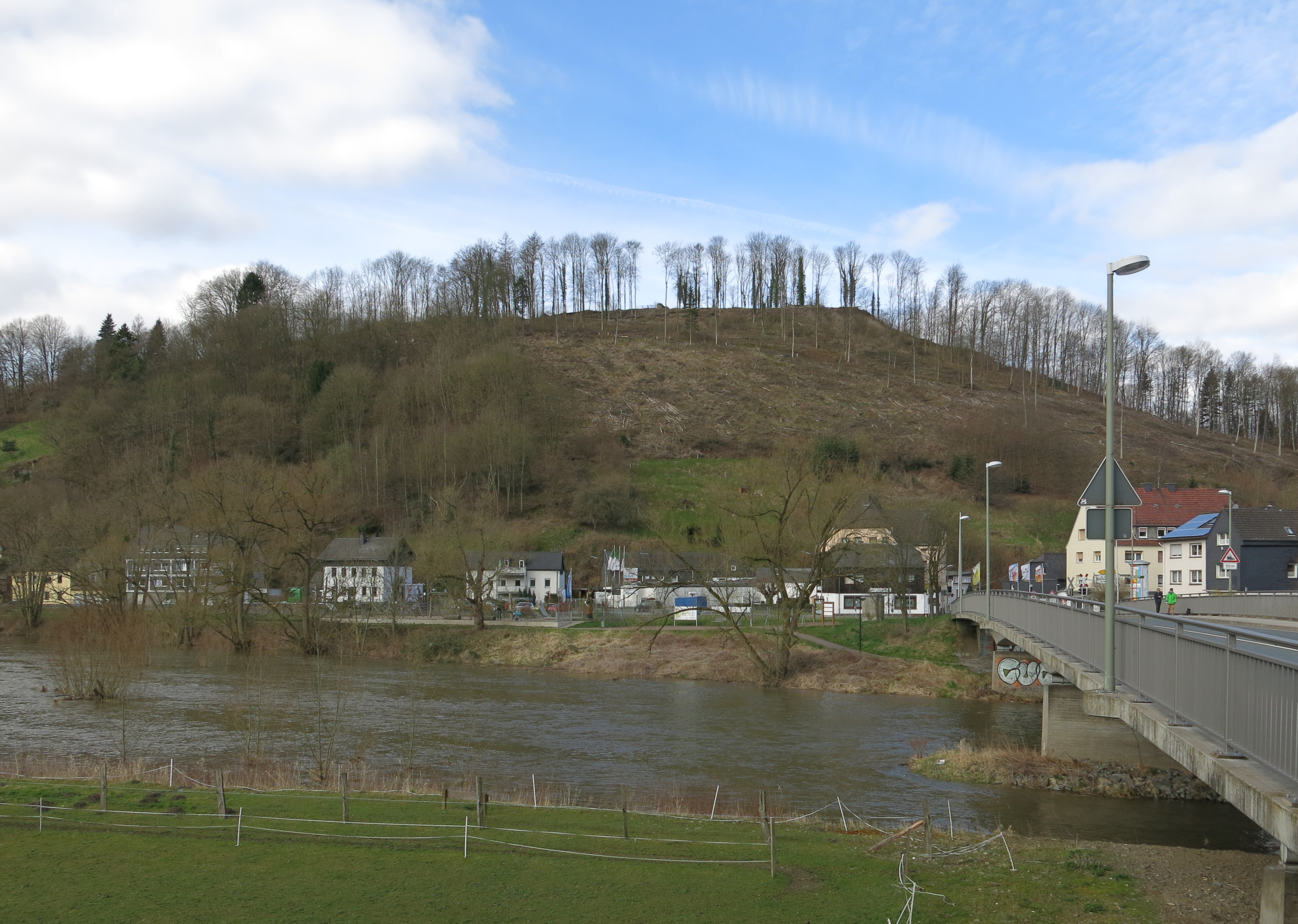
Lage der Rüdenburg auf der Alte Burg, Römberg oder Rüdenberg genannten Anhöhe.

Die Rüdenburg, auch als Alte Grafenburg oder kurz als Alte Burg bezeichnet, ist ein Burgrest bei Arnsberg im Hochsauerlandkreis in Nordrhein-Westfalen. Die Höhenburg wurde mit einiger Sicherheit zwischen 1050 und 1062 durch Graf Bernhard II. von Werl errichtet. Die Bezeichnung der alten Burg dient der Unterscheidung zu der durch das Ruhrtal getrennten Grafenburg (Luftlinie ca. 2 km) auf dem späteren Arnsberger Schlossberg.

## Geschichte und Entwicklung

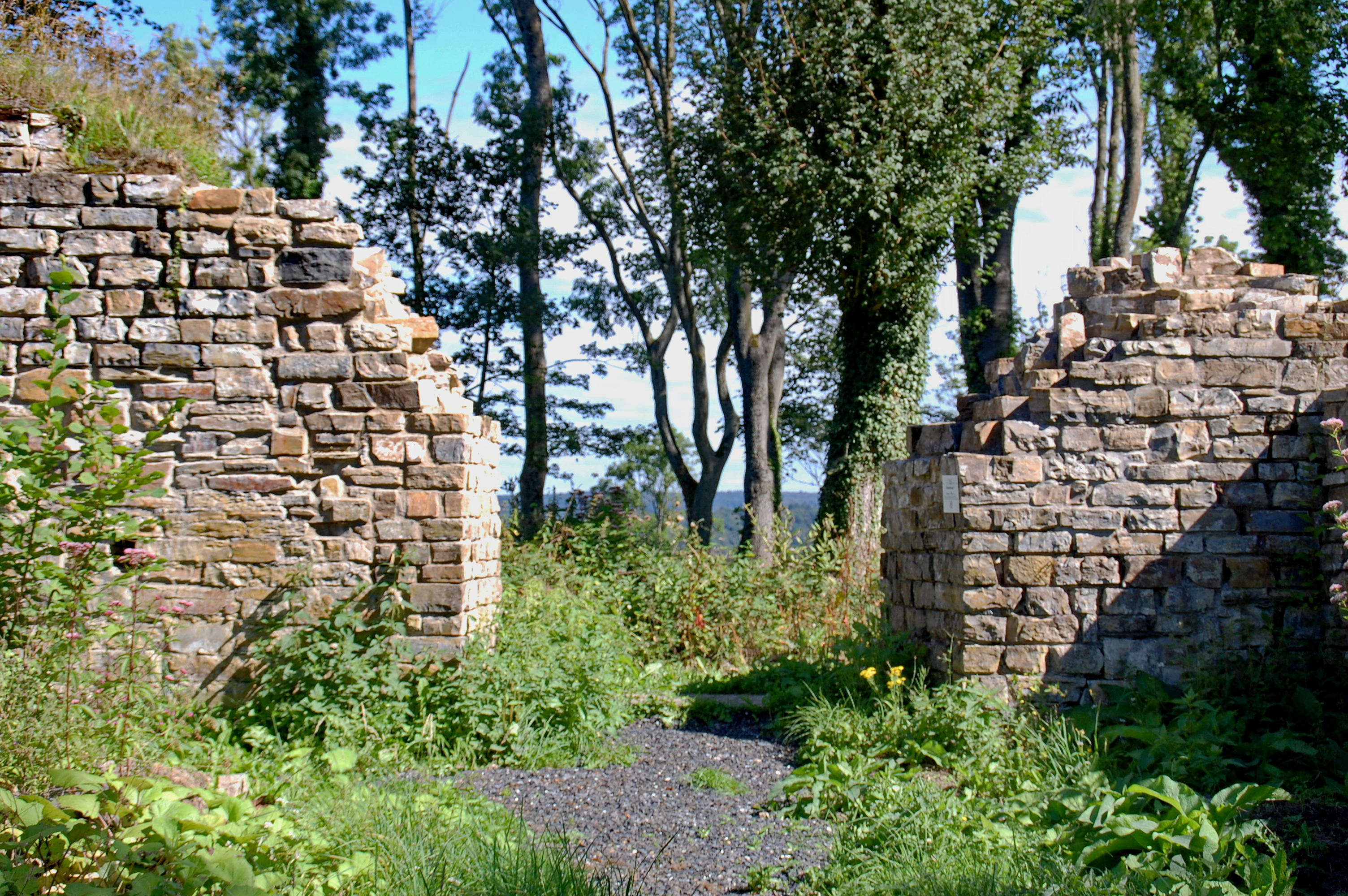
Binnentor (Zustand 2016)

Folgt man älteren Grabungsberichten, lag an dieser Stelle in sächsischer und karolingischer Zeit eine Wallburg. Grabungen in jüngster Zeit verneinen dagegen einen vor- oder frühgeschichtlichen Ursprung.
Die Bergfeste auf dem Römberg (303 m) diente der Sicherung der kurz zuvor von den Werler Grafen im Raum des späteren Arnsberg erworbenen Territorien und der Kontrolle des vom Rhein über Lüdenscheid/Balve nach Arnsberg und weiter zum östlichen Hellweg führenden Fernweges. Auch unter der Herrschaft von Friedrich dem Streitbaren (1092–1124) gehörte die Burg noch zum Besitz der Grafen von Werl-Arnsberg.
Friedrich verlor die Burg jedoch durch einen Hinterhalt an einige seiner Feinde. Ob dies im Zusammenhang mit dem Konflikt zwischen Kaiser Heinrich IV. und Lothar von Supplinburg stand oder ob es sich um den Kölner Erzbischof handelte, ist unsicher. Ebenso wenig vollständig belegt ist die These, dass die Burg seither zwischen den Grafen von Arnsberg und einem Kölner Lehnsmann aus dem Geschlecht der Rüdenberger geteilt wurde. Nur zu vermuten ist, dass die Schwächung der Grafen von Arnsberg nach dem Aussterben der älteren Linie dazu führte, dass die Gesamtanlage in den Besitz der Edelherren von Rüdenberg überging. Sicher ist allerdings, dass 1132 ein Herimannus de Rüdenberg im Besitz der Burg war und wie seine Nachfolger gleichzeitig sowohl dem Kölner Erzstuhl als auch den Grafen von Arnsberg diente. Die guten Beziehungen zu den Arnsberger Grafen fanden ihren Ausdruck in der Heirat von Graf Gottfried II. mit Agnes von Rüdenberg, einer Tochter von Hermann II. von Rüdenberg († 1246).
Mit Konrad II. von Rüdenberg († um 1261) erreichten das Ansehen und der Einfluss der Rüdenberger ihren Höhepunkt. Nach dem Tod Konrads wurde das Erbe an die drei Söhne aufgeteilt, so dass sich drei Linien der Rüdenberger bildeten, von denen eine im Besitz der Burg blieb. Damit begann der politische und wirtschaftliche Niedergang dieses Geschlechts. Als letzter Rüdenberger ist in einer Urkunde des Kölner Erzbischofs von 1390 ein Hermann von Rüdenberg belegt. Bereits zuvor (etwa 1365) war die Alte Burg selber mit den zugehörigen Ländereien und Rechten an das Kloster Wedinghausen verkauft worden. Im 17. Jahrhundert wurden die Reste der Burg als Steinbruch unter anderem zum Bau des Rittergutes Obereimer genutzt. Dabei wurden zahlreiche Sprengungen durchgeführt.
Um 1929 wurden die Reste der Burg freigelegt und archäologisch untersucht. Seit 1988 wurde die Burg vier Jahre lang restauriert. Der Burgenfachmann Joachim Zeune wurde 2012 vom Arnsberger Heimatbund beauftragt, die Burg neu zu erschließen und auf Basis auch archäologischer Untersuchungen bisherige Rekonstruktionsfehler zu korrigieren.

## Baulichkeiten

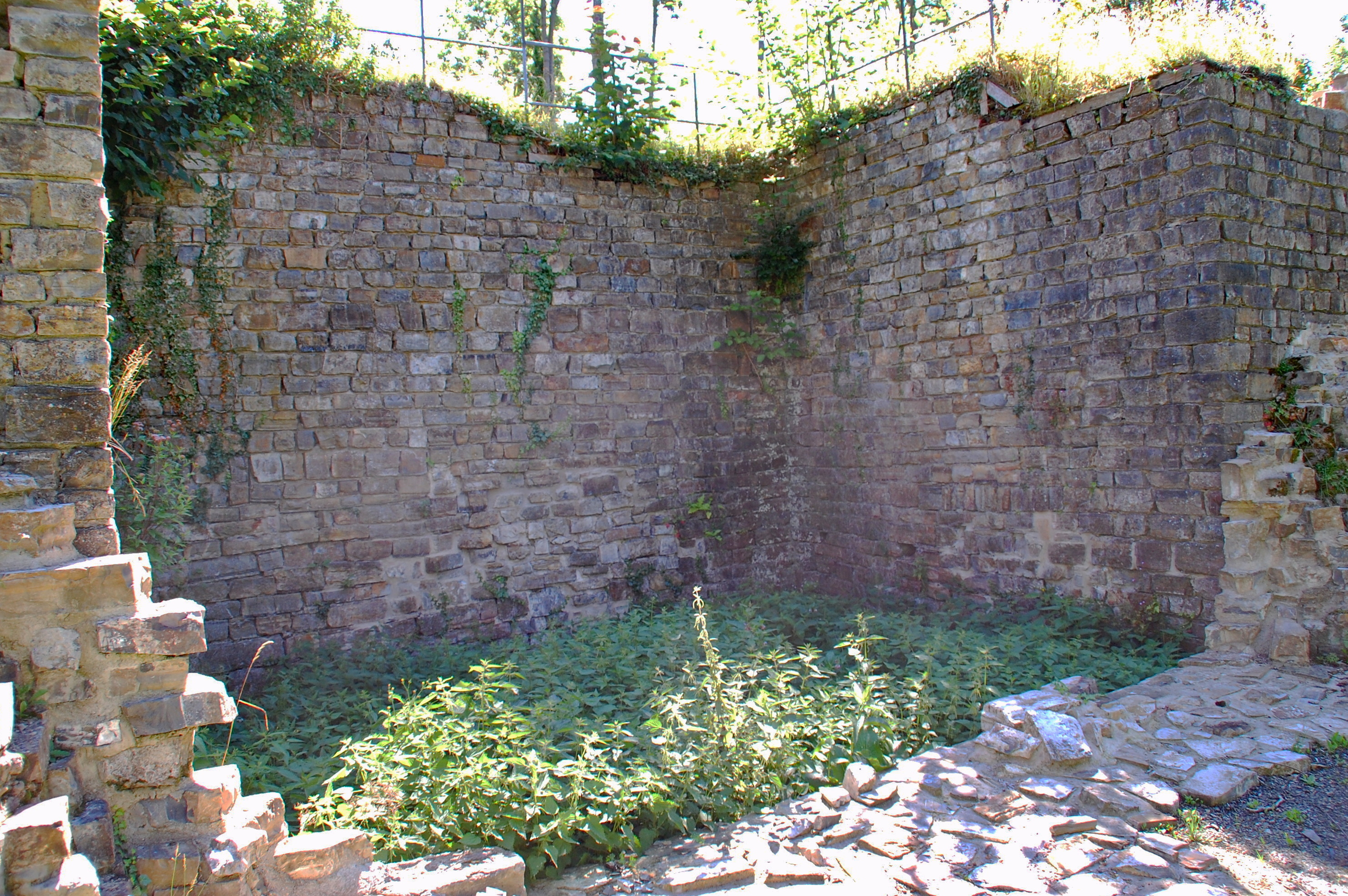
Reste des Wohnturm (Zustand 2016)

Vor dem eigentlichen Bau der Burg wurde das unebene Bergplateau offenbar eingeebnet. Die Burg wies eine Größe von 0,42 ha auf und ist von einer Mauer von etwa 300 m Länge und einer Stärke von 2,10 m umgeben. Diese Ringmauer ist der älteste Bestandteil der Anlage. Im Inneren ist die Burg durch eine Quermauer in zwei Teilbereiche untergliedert. Der Bereich hinter dem Burgtor mit einem Torturm wird als Vorburg bezeichnet. Dort lagen Wirtschaftsgebäude und ein Gebäude, das vermutlich als Kapelle diente. Die Trennung der Anlage durch eine Mauer in zwei Teile ist indes Teil einer späteren Bauphase.
Noch in die erste Bauphase wurde im Westen der sogenannte  Bergfried mit einer Grundfläche von 9,5 × 8,3 m erbaut. Er hatte nach älteren Angaben etwa fünf Geschosse und war ungefähr 25 m hoch. Die neuere Forschung deutet den Bau als großes Turmhaus. In etwa derselben Zeit entstand die bereits erwähnte Kapelle mit einem fast quadratischen Langhaus und einem eingezogenen Rechteckchor.
Ein weiterer Turm (7,2 × 9 m) im Osten auf der Außenmauer an der Grenze der späteren Vor- und Hauptburg scheint etwa 20 m hoch gewesen zu sein. Er stammt aus einer zweiten Bauphase. In einer dritten Bauphase, die um 1250 bis 1350 anzusetzen ist, wurde die genannten Quermauer errichtet. Zu dieser Zeit war der Turm im Osten bereits verschwunden und die Reste wurden überbaut. Die Mauer durchschnitt nun die Kapelle und verkleinerte die nutzbare Fläche des Gebäudes.
Im Wohnbereich befinden sich ein älterer Palas an der Burgmauer mit romanischen Stilmerkmalen und ein neueres Gebäude mitten in der Hauptburg ohne Berührung mit der Burgmauer. In der Hauptburg befanden sich auch eine Schmiede und Eisenschmelze sowie eine Zisterne.
Heute finden sich vor allem im Bereich der Vorburg noch sichtbare, teilweise wiederhergestellte Reste der Anlage. Darunter sind die Mauer zwischen Vor- und Hauptburg und die unteren Teile des Bergfrieds. Im Bereich der Hauptburg sind die unteren Bereiche des neueren Wohngebäudes sichtbar. Ein Großteil der Burgmauer ist wie auch der ältere Palas und der zweite große Turm nicht mehr sichtbar.

## Legende von der ledernen Brücke
Der Legende nach soll der Teufel eine „lederne Brücke“ von dieser Burg zum Schloss Arnsberg gebaut haben, um dem Burgherrn und seiner Mannschaft bei einer Belagerung zur Flucht zu verhelfen und sich so für seine Gastfreundschaft zu bedanken. Auch bei anderen nahe zusammenliegenden Burgen entwickelte sich eine Sage von der Ledernen Brücke.

Zustand 2010
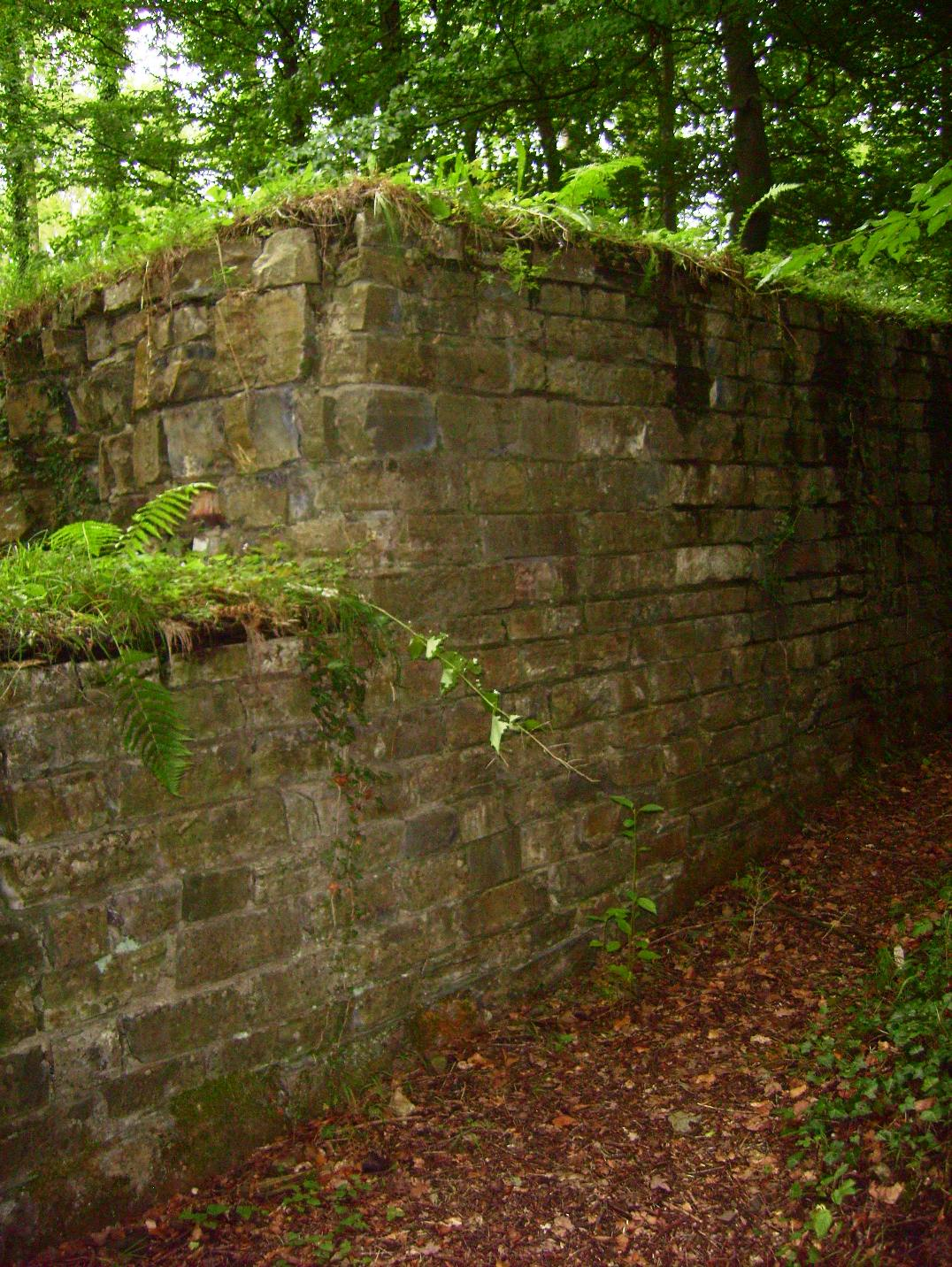
Mauerwerk im Bereich des Tores
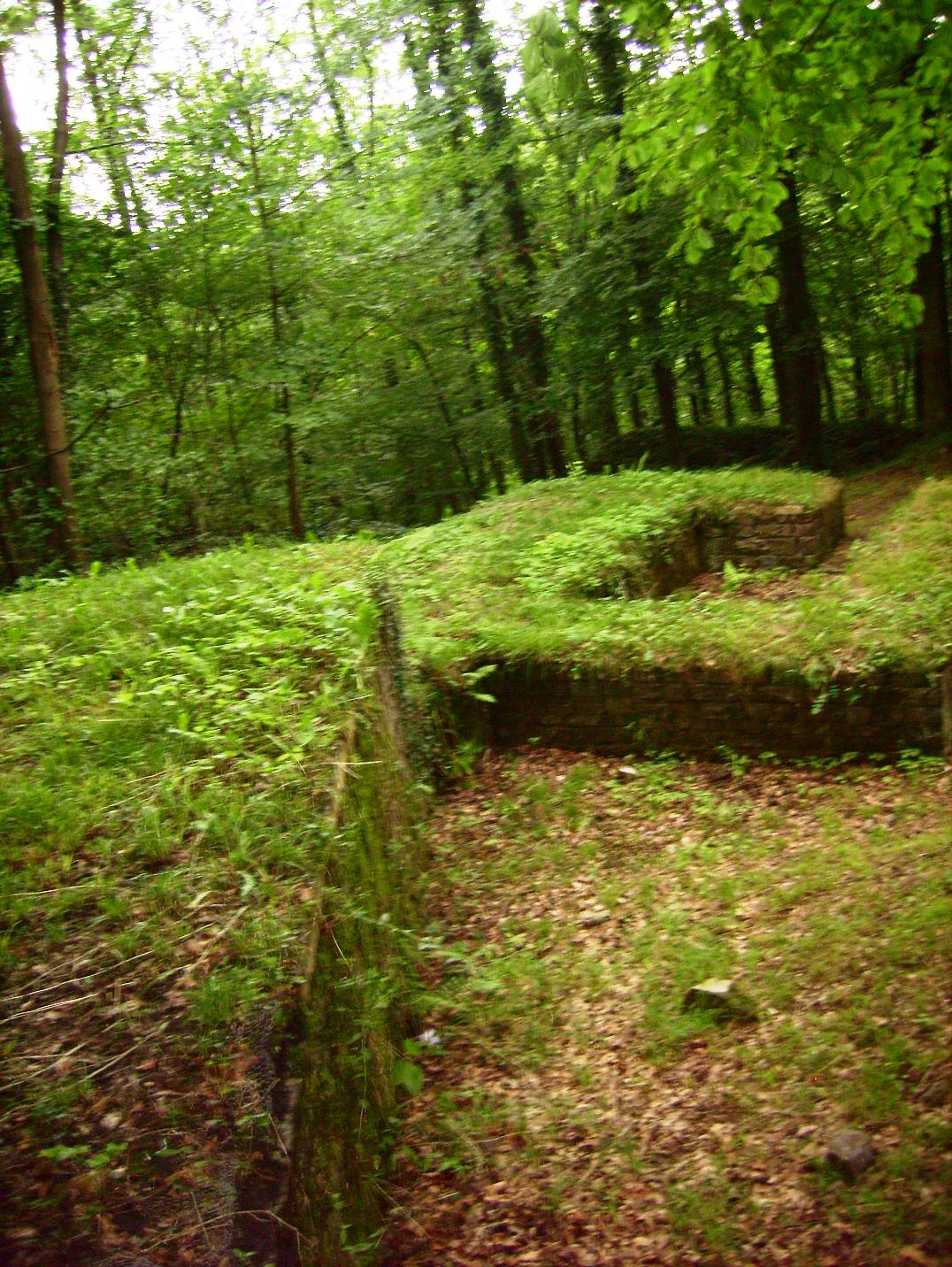
Teil des Torbereichs
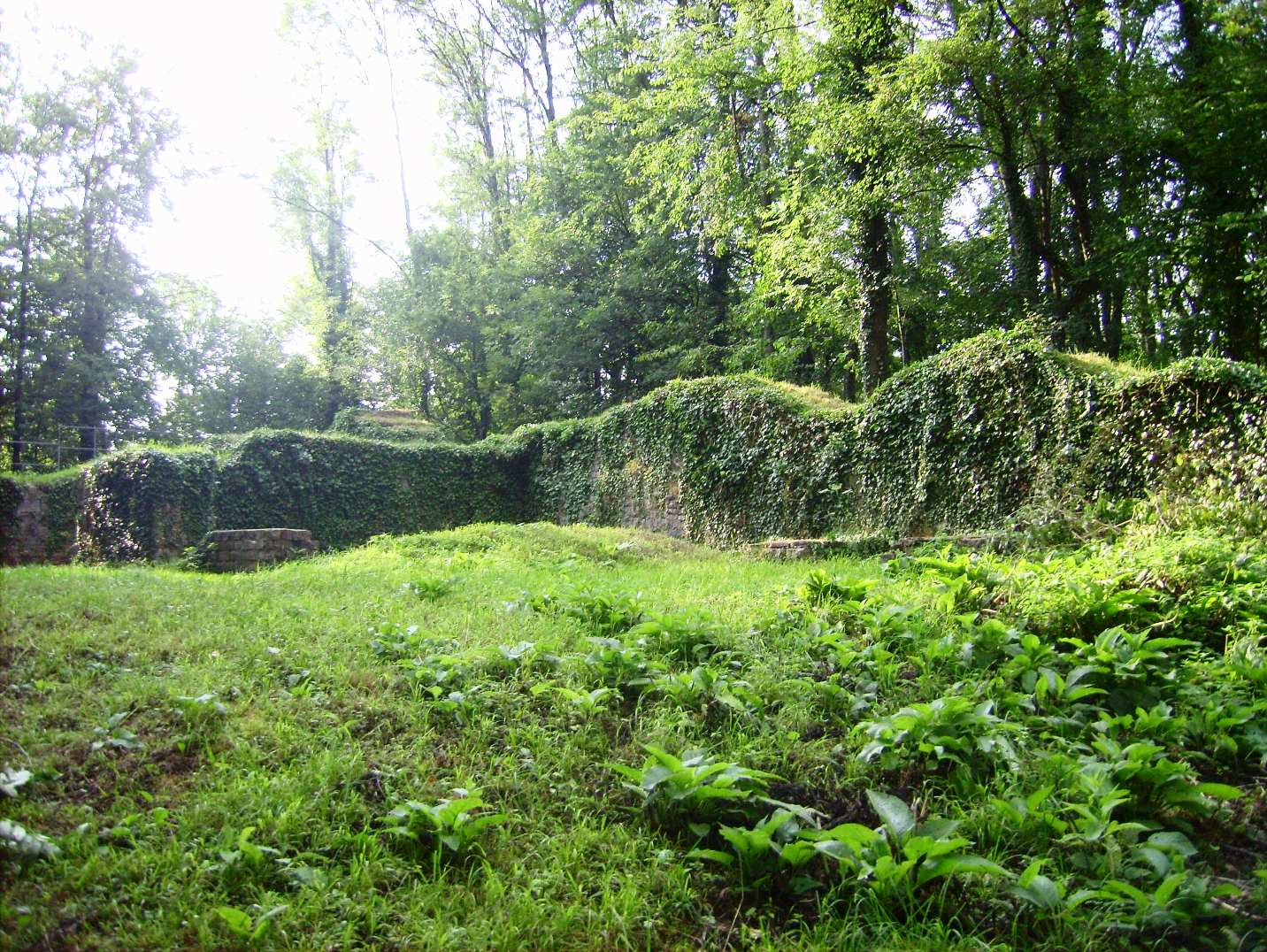
Blick auf die Mauer zwischen Vor- und Hauptburg von Süden
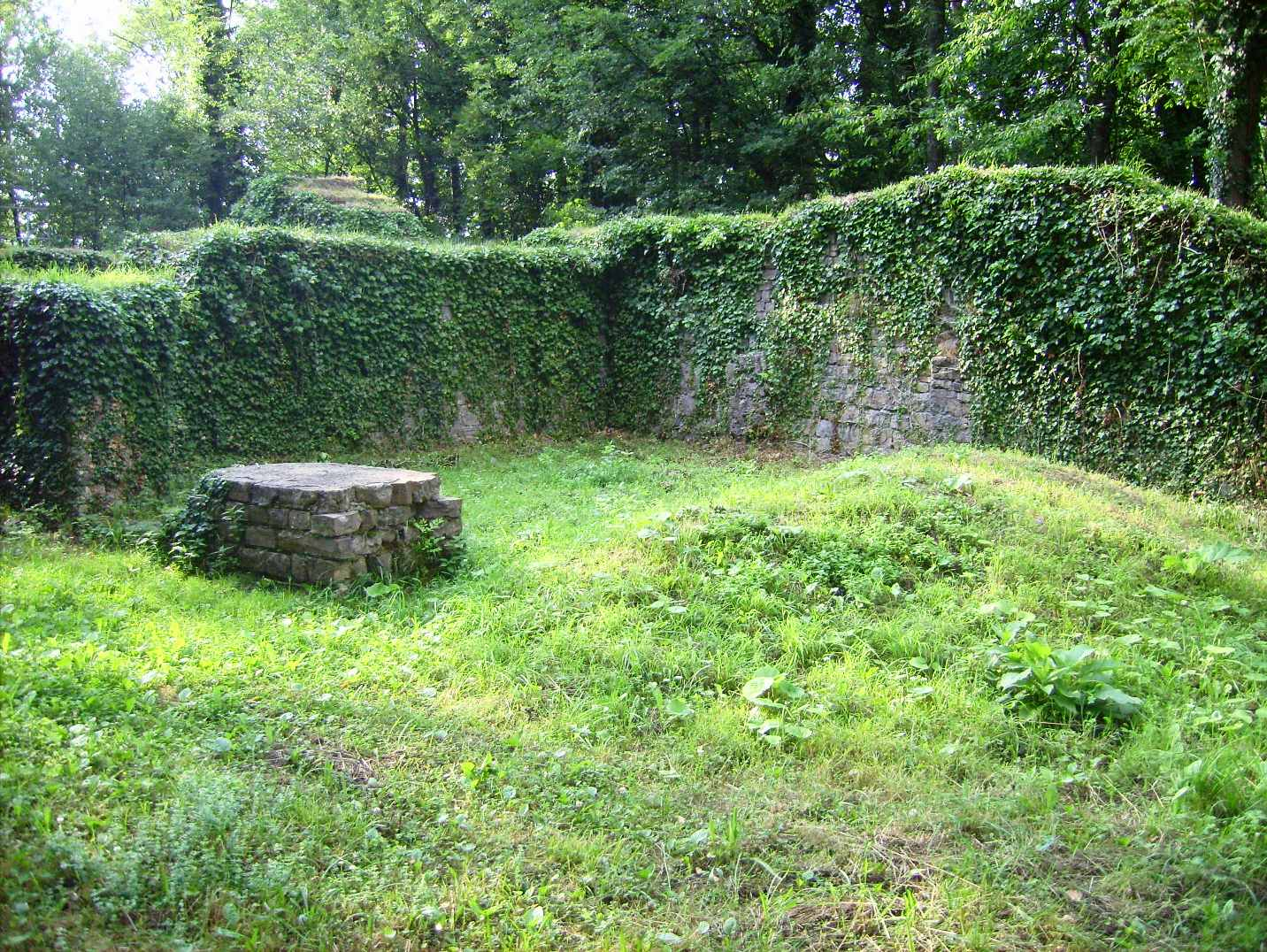
Reste der vermuteten Burgkapelle vor der Mauer zwischen Vor- und Hauptburg
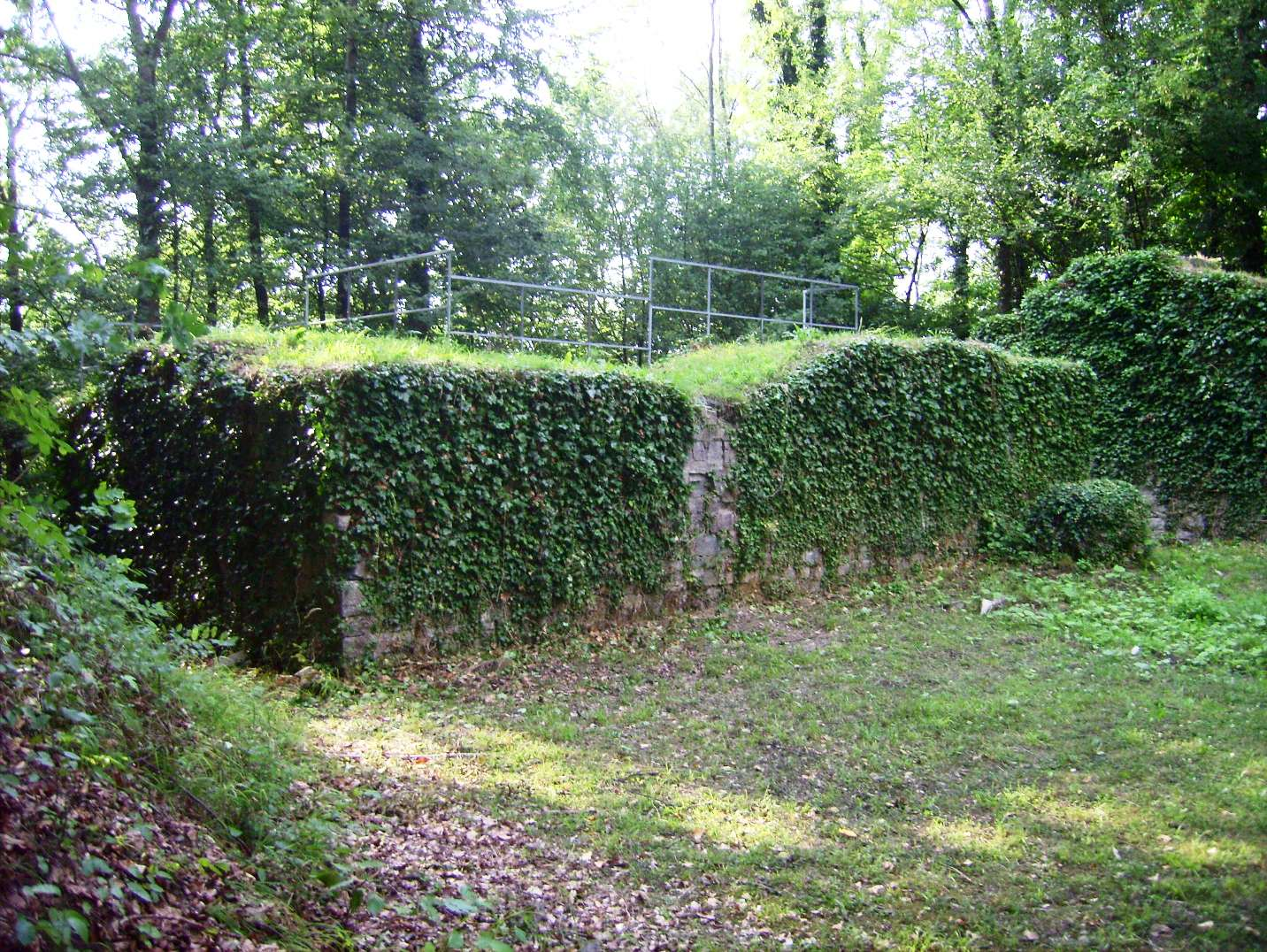
Reste des Bergfriedes von Osten
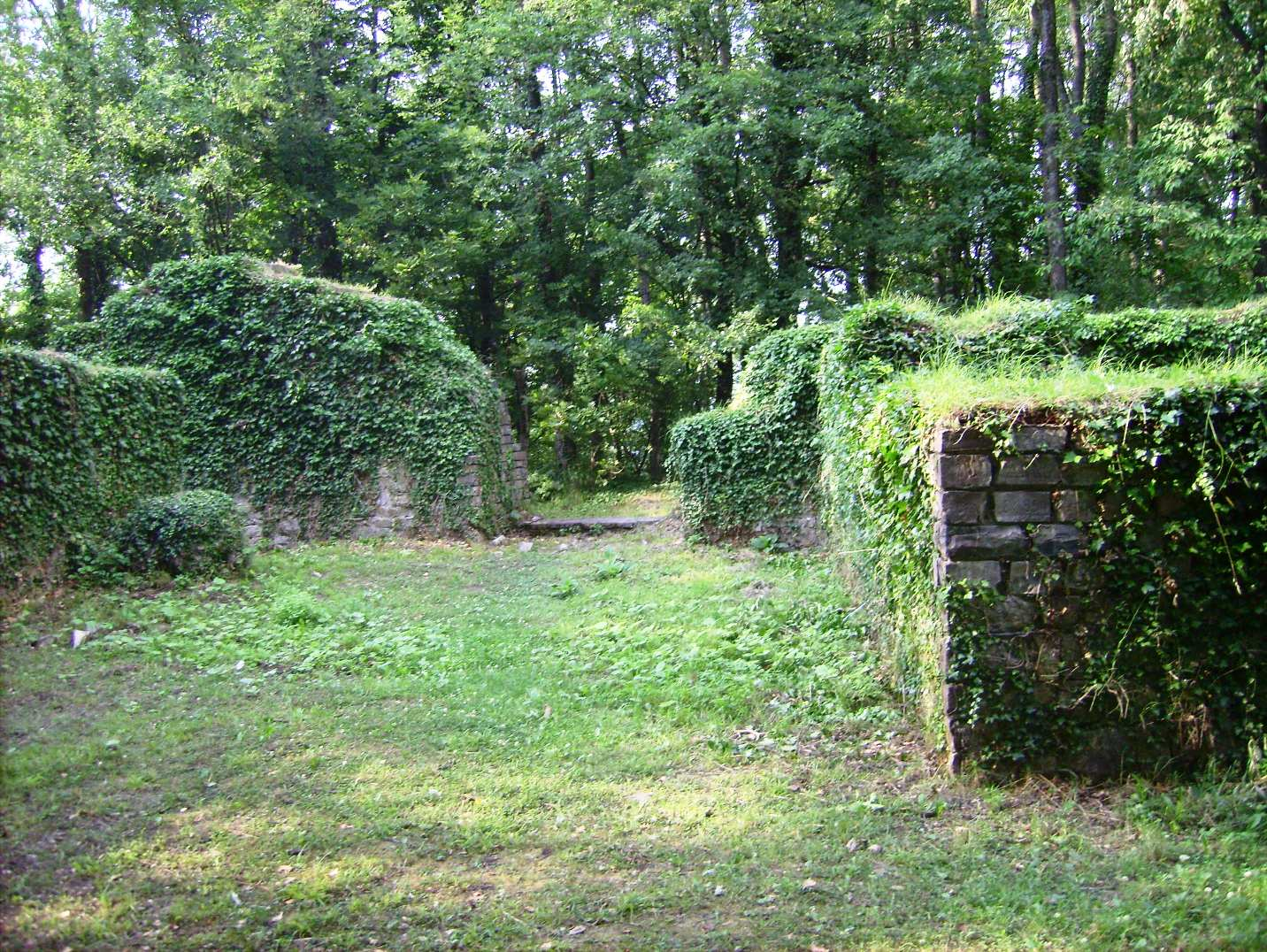
Durchgangssituation zwischen Vor- und Hauptburg
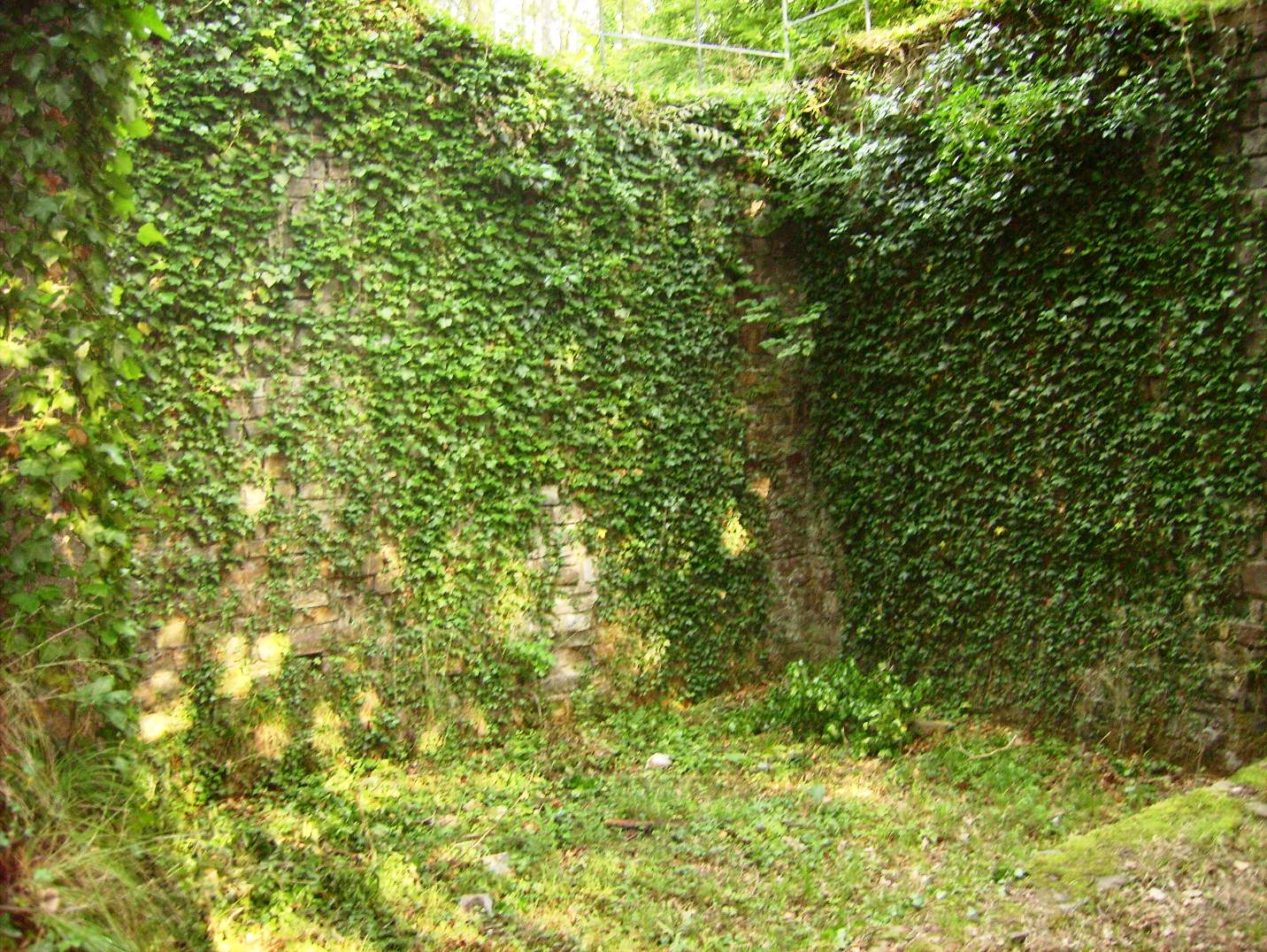
Bergfried von Westen
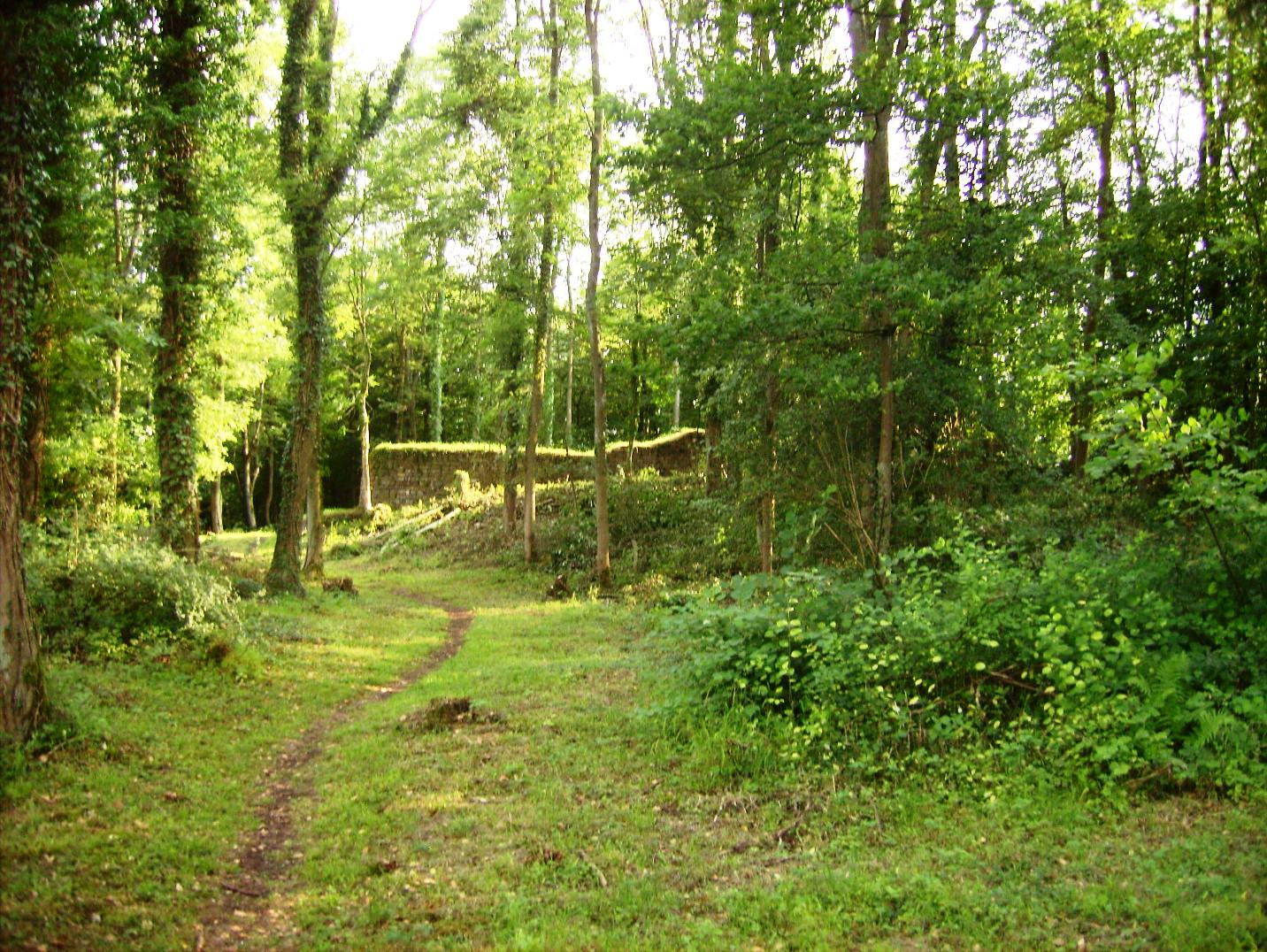
Blick in etwa von der Höhe des neueren Wohngebäudes in der Hauptburg auf die Mauer zwischen Haupt- und Vorburg